# Franz + Polina
Franz + Polina (sau Franz + Полина, în rusă Франц + Полина) este un film rusesc de dragoste și de război din 2006, care are loc în 1943 în Belarusul ocupat de Germania Nazistă. Prezintă povestea lui Franz, un soldat Waffen-SS care a dezertat și a Polinei, o femeie din Belarus al cărei sat a fost distrus și locuitorii masacrați. Scenariul este scris de Alesi Adamovici.
Filmul a primit mai multe premii, inclusiv Marele Premiu FIPA D'Or din 2007.

## Prezentare
Filmul începe în 1943 în Republica Sovietică Socialistă Belarusă care a fost ocupată de naziști. Franz a rămas într-un sat din Belarus unde se îndrăgostește de Polina. Naziștii sunt aparent prietenoși cu localnicii, în efortul de a câștiga încrederea sătenilor în timp ce așteaptă ordinul de a le arde satele din temelii și de a ucide locuitorii. Franz își ucide subofițerul comandant după ce acesta încearcă s-o ucidă pe mama Polinei, Kucherikha. Când fratele ei, care este partizan, se întâlnește cu ea, îi șoptește să scape de Franz, dar ea scapă de restul partizanilor spunându-le că Franz este fratele ei surdo-mut. După moartea mamei lor, Polina și Franz pleacă în pădure. Polina a rămas însărcinată la scurt timp după ce cei doi s-au ascuns într-o cabană. 
Mereu pe fugă, Polina este împușcată de un colaborator bielorus al naziștilor, dar este salvată de Franz în timp ce se alătură unei trupe de refugiați. Franz ucide un soldat german pentru a-i lua uniforma și se infiltrează într-un sat din apropiere pentru a face rost de un antibiotic cu care să vindece rana Polinei. Când se întoarce, deja delirează de la febra tifoidă și își dezvăluie accidental identitatea națională vorbind în germană. Refugiații îi susțin cu excepția unui băiețel, Kazik, singurul supraviețuitor al unei familii care a fost ademenită în sat de comportamentul aparent uman al trupelor Waffen-SS. El are o armă, cumpărată cu ceasul tatălui său, iar mama adoptivă și sora sa nu sunt în stare să-l facă să renunțe la ideea de a-l ucide pe Franz. Cele două o avertizează pe Polina și în curând perechea va fi din nou pe fugă. 
Evadarea lor este întreruptă de o patrulă germană care, la rândul ei, este ambuscată de partizanii sovietici. După ce scapă din nou, Franz se află pe malul râului, pentru a-i duce apă Polinei care este gravidă. În acest moment apare băiatul cu arma. Filmul se termină cu băiatul care se întoarce cu apa și o mângâie pe Polina care țipă.

## Distribuție
- Adrian Topol ca Franz
- Svetlana Ivanova ca Polina
- Tamara Mironova ca mama Polinei, Kucherikha
- Uwe Jellinek ca Otto
- Valentin Makapura - Kazik
- Erika Bulataya ca sora lui Kazik
- Natalia Gorbatenko ca mama lui Kazik
- Andrey Merzlikin ca Pavel

## Lansare DVD
Notele de pe coperta DVD-ului îi compară pe cei doi iubiți cu Romeo și Julieta. Diferitele lor naționalități sunt accentuate prin tipărirea titlului în două alfabete, și anume ca Franz + Полина.